# 張隆延
張隆延（1909年9月7日—2009年5月1日），生於江蘇南京，本名龍炎，後改名隆延，字十之，號罍翁，近代書法家、藝術教育家、藝評家。出身金陵世家的张隆延，家中收藏亦颇丰富，自幼耳濡目染之下，对金石书画均有极高造诣。

## 生平
張隆延，生於南京市。祖父韶臣公為前清軍門提督，積功任蘇淞鎮總兵，定居南京。父鑑泉公，蔭二品，任郵傳部郎中。家中收藏豐富，自幼耳濡目染，對金石書畫有所涉獵。張氏於1928年入金陵大學就讀政治系，跨讀國文系，從胡小石習中國文學史、古今詩選與書道。:2受國學大師黃侃賞識，收為入室弟子。1932年以第一名畢業於金陵大學政治系；第二年赴法國留學，三年後獲南溪（Nancy）大學法學博士學位。後於柏林大學、牛津大學及哈佛大學做研究。:6-17早年擔任駐德國大使館、聯合國秘書處專員、翻譯員等職。來台後，1957年任台灣藝術專科學校校長，有「書法家校長」之稱。1962年，出任文化大學藝術學系主任、文化大學藝術研究所所長。1964年被選為瑞士國際藝術及文學院的永久院士。1966年奉派巴黎出任駐聯合國教科文組織常任副代表。1971年，寓居紐約，任教於聖約翰大學。1978年退休，獲聖約翰大學授予傑出客座教授。1999年曾於國立歷史博物館舉辦回顧展。2009年5月1日凌晨1時張氏於美國紐約醫院皇后醫療中心辭世。

## 書法
張隆延師從胡小石，研習中國文學史、文字學及書道，並臨習何紹基臨漢《張遷碑》，對其隸法加以學習，又廣臨漢代隸書諸碑。中年對於漢代簡牘多有臨習，並從中細查與隸書相近之法。除隸書外，對宋代名家亦多臨寫，其臨黃庭堅、米芾等人之作，形神均備。對於書論亦有研究。1971年所著《中國書法》（法語：La Calligraphie chinoise, un art à quatre dimensions） ，以法文在巴黎出版。1990年與任教聖約翰大學的弟子米樂（Peter Miller）合作出版《中國書法四千年》（Four Thousand Years of Chinese Calligraphy）。
張隆延執教多年，作育英才無數。包括姚一葦、胡念祖、劉國松、陳瑞康（1935年－）、傅申、劉平衡（1936年－2016年）、王士儀（1939年－）、張清治（1943年－）、羅建武（1944年－）、袁中平（1959年－）等等，均為其門生。

## 藝評
張隆延於書法外，也勤於著述，曾以「九方皋」筆名，為《中華日報》寫海外見聞，專欄名《西洋景》，1970年由傳記文學社集結成書，並有多則藝術評論發表於報端。

## 外部連結
- 國立歷史博物館「隆古延今－張隆延書法九十回顧展」 （页面存档备份，存于）